# George Tupou II
George Tupou II (Neiafu, 18 juni 1874 — Tonga, 5 april 1918) was de koning van Tonga van 18 februari 1893 tot 5 april 1918. Officieel besteeg hij de troon in Nuku'alofa op 17 maart 1893. Hij was de 20e Tu'i Kanokupolu.
Hij is de zoon van prins Siaosi Fatafehi Toutaitokotaha, de 4e Tu'ipelehake en premier van Tonga, en de kleinzoon van George Tupou I, de stichter van het koninkrijk van Tonga. Het was tijdens zijn bestuur dat Tonga een Brits protectoraat werd.
De huidige leiders van Tonga, alsook een aantal prominente politici op Fiji zijn afstammelingen van George Tupou II.

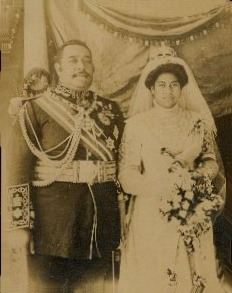
Koning Tupou II en ʻAnaseini Takipō
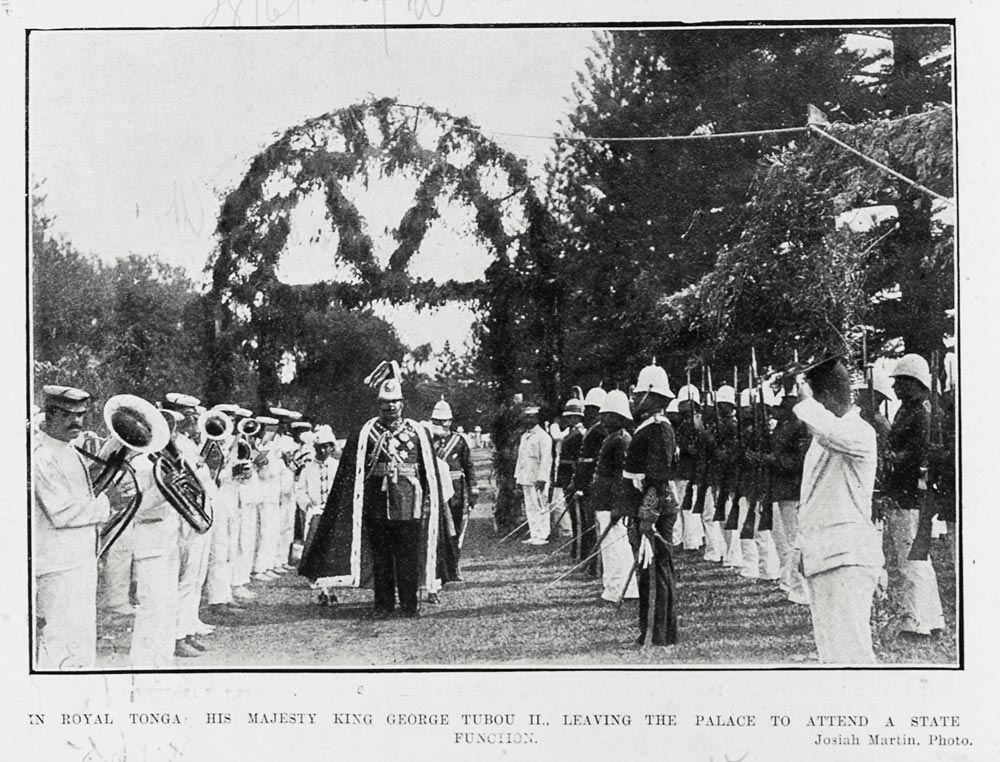
Tupou II in 1909